# マスタリング
マスタリング (mastering) は、
1. さまざまな素材、内容を記録媒体（CD、DVD、Blu-ray Disc、LPレコード、磁気テープなど）に収録し、量産用プレスをする際の原盤（マスター）を作成する作業を指す。音楽に限らずコンピュータゲーム、パソコン用ソフト、データを収録したCD-ROMやDVD-ROM、BD-ROM、DVD-Video、DVD-Audioなどメディアを問わず原盤を作成することを意味する。原盤製作作業。
2. 録音による音楽作品制作で、ミキシングして作られた2トラック音源（トラックダウン音源、または2ミックス音源）を、イコライザーとコンプレッサー、その他のオーディオ・エフェクト機器を用いて加工し、CDやDVDやBD、インターネット上の投稿サイトといった最終的なメディアに書き出すために、音量や音質、音圧を調整すること。最近は映像作品の画質の調整にも用いられる。

## 原盤制作
原盤制作においても、広義のマスタリングと狭義のマスタリングの二つの用法が存在する。原盤制作作業における狭義のマスタリングとは、量産プレスのために、プリマスタリング（後述）によって作成された内容で原盤（スタンパ）を作成する工程を指す。原盤制作作業における広義のマスタリングには、プリマスタリングとスタンパ作成の両方の工程が含まれる。
原盤制作作業において一般的にマスタリングと言えばプリマスタリングのこと、もしくは広義のマスタリングを指すことが多い。

### プリマスタリング
通常、収録内容、収録順序の決定、内容編集などの工程がマスタリングの前に必要となる。これらをプリマスタリング (pre-mastering) と称する。
音楽メディアのプリマスタリング
音楽CD、DVD-Audioなどの音楽メディアの場合はミキシング（ミックスダウン）して作られたマスターテープから、曲順の決定や、フェードイン・フェードアウトなどのクロスフェード作業、最終的な曲のレベルや音質、音圧調整、曲間の編集等を経て、CDカッティング用マスターテープ（現在はプリマスターCD-RやDisc Description Protocolファイル）をつくる作業を指し、通常、マスタリングスタジオで行われる。音楽メディアにおけるプリマスタリングは、楽曲やアルバム全体の最終的な印象を決める重要な作業である。
音楽メディア以外のプリマスタリング
その他のCD-ROM、DVD-ROMなどの媒体の場合は、内容を編集し、マスターを製作するための原盤の原盤を製作する作業をプリマスタリングと呼ぶ。プリマスタリングされた内容はCD-Rなどに記録される。

### リマスタリング
1950 - 80年代などのアーティストの音楽作品は1980年代末以降、古い映像作品は2010年代以降に、リマスターやリマスタリングなどと称して再発表や再発売されている。
音楽作品はほとんどがアナログ音源だが、旧デジタル音源も含まれる。これらは改めてプリマスタリングとマスタリングした作品である。この際、（主にアナログ音源の）リマスターをデジタル機器で行うことをデジタルリマスターもしくはデジタルリマスタリングと呼ぶ。アナログ盤再発では、あえてアナログリマスターされる事もある。
古い音源や映像を最新の音響技術や画像編集技術を用いてマスタリングし直すことで、より良い音質や画質が期待できる（アナログマスターテープの経年劣化、デジタル化する際の音質や画質の変化、またレコーディングやミキシング自体は古いなどのため、全てが良くなるわけではない）。

## 音質・音圧調整
録音による音楽制作においては、最終的にCDなどの形で量産されないものも多い（放送局のジングルやCM音楽など）。だが、こうした音楽制作においてもミックスダウン後の2トラックマスターの音圧や音質を調整する作業は必要である。このような作業もマスタリングと呼ばれる。
元々音質・音圧調整という意味でのマスタリングは、単に全収録曲の質感や音量差を違和感なく整えるといった意味だけでなく、マスターテープの音声データをアナログ・レコード盤に起こす際に生じる音質の大きな変化を是正するための工程という目的も大きな部分を担っていた。そのため、デジタル音源はマスターテープの音質を忠実に再現出来るとして80年代後半 - 90年代前半のCD時代初期には、せいぜいレベルを合わせる程度で積極的な処理は行われていなかった。しかし、90年代も半ばを迎えるころには単純にデジタル化しただけではCDメディアの特性にマッチしておらず、アナログ・レコード時代のように最終的なメディアに適した音質に調整するべきだという認識が広まり、現在に至っている。
しかしながら現在ではレコーディング・ミキシングもフルデジタル化していることもあり、楽曲単位であればミキシングの段階でCDに最適化したようなマスタリングに準ずる処理を簡単に行うことが可能になっている。よって“アナログのマスターテープをデジタル化する際にCD音源用に質感を最適化する”という意味でのマスタリングは、製作者の意図であえてアナログマスターでのレコーディングを行ったり、デジタルレコーダーでのマルチ録音でアナログレコーダーでのミックスダウンをした場合を除けば、アナログ・レコード時代の作品のCD化や、マスターがアナログテープであった時代のCD作品をリマスター再発する場合などに限られている。そのため、現在では「マスタリングといえど積極的な音づくりを行う」、「出来る限りミキシング時の音を尊重し、マスタリングでは最低限の処理以外行わない」、「トラックダウン・データがCD規格（16Bit/44.1KHz）を大きく上回る品質（24Bit/96KHzなど）なので、CD規格の品質にコンバートした際の変質を考慮して積極的な処理を行う」またはそれらの折衷方針など、マスタリング・エンジニアやミュージシャンの意向によりマスタリングに対する姿勢や処理方針は千差万別となってきている。

### 具体的な音質・音圧調整の作業例
具体的な音質・音圧調整作業の手順は非常に複雑であり、またそれを行うエンジニアによって使用機材も手順も千変万化するが、ここではマスタリングエンジニアの葛巻善郎による作業例を示す。
1. 2種類のコンプレッサーを通して音源をコンピュータに取り込む。うち1機はコンプレッションを行わず、単に回路を通して音質を変化させるためのみに用いられる。
2. 音楽編集ソフトを起動、VSTプラグイン・ソフトを呼び出して3つの帯域にパラメトリック・イコライザーをかける。
3. ノイズ除去用プラグイン・ソフトを呼び出してデジタルノイズを一定の割合で除去。
4. 再び、別のプラグイン・ソフトを呼び出してコンプレッサーをかける。
5. 2とは別の音楽編集ソフトを起動し、同時に2系統のイコライザーを使用して音質調整。

### 音圧優先のマスタリングの問題
（詳細及びアナログ時代の音圧調整については 英語版 Loudness war 参照 ）
マスタリングの根幹の一つは音圧調整であるが、フルデジタル化された1990年代半ば以降、一聴しただけで耳に残る（即ち売れる）ようにするために音圧を限界まで上げるマスタリングが流行している。こうしたマスタリングでは聴覚上の音圧を稼ぐためにダイナミックレンジを犠牲とするため、特に生楽器を多く使う音楽では、潰れた不自然な音になる、演奏者の意図が薄められてしまう、などの弊害が指摘されている。
前出の葛巻は、欧米ではこういった音圧競争も徐々に薄まってきているが、日本国内では相変わらず音圧至上主義のマスタリングが支配的であるとコメントしている。

### 3Mテープ使用のマスターテープについて
大瀧詠一は、1989年にアルバム『A LONG VACATION』初の公式リマスター盤が発売された際、次のように語っている。
一例を挙げると、松任谷由実のこの時期に当たるマスターテープも同じ状態にあり、1999年にリマスタリングした際（東芝EMI時代にピンク色の帯で再発売された作品）には、特殊なオーブン（恒温槽）で磁性体を一時的に定着させ作業を行った、という記述が当時の音楽雑誌にあり、『最終リマスター』と言われている。ちなみに3Mはその時期会社内で自社製のテープを使ったアルバムに『最優秀録音アルバム賞』というものを贈る風習があり、1982年の受賞アルバムに、『PEARL PIERCE／松任谷由実』1983年の受賞アルバムに、『ユートピア／松田聖子（こちらはデジタル・マスター）』があり、これらがオリジナルのマスターからデジタル化されているのかは謎である。